# Antimachiavellismus
Antimachiavellismus ist eine Gegenströmung zum Machiavellismus, der auf die Schrift Il Principe von Niccolò Machiavelli zurückgeht.
In dem Buch Anti-Machiavel von Friedrich dem Großen geht es wie bei Machiavelli um den Erwerb, den Ausbau und die Erhaltung von Macht in Fürstentümern. Das politische Ziel für Machiavelli ist aber eine Republik. Die Antimachiavellisten (Anhänger des Antimachiavellismus) kritisieren unter anderem die Skrupellosigkeit, die Machiavelli als Handlungsempfehlung ausgibt.

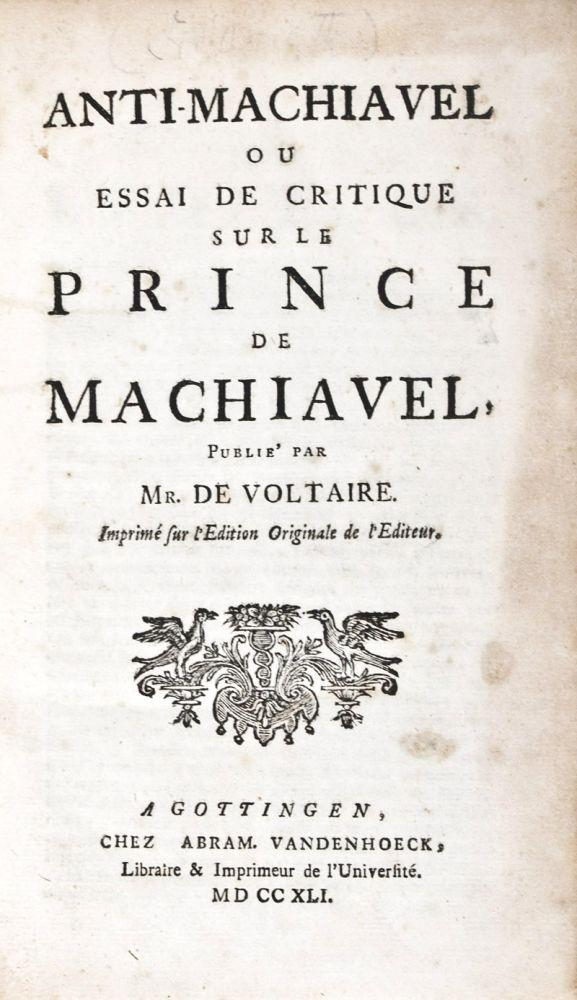
Titelblatt von 1740

Als erste Antimachiavellisten können die Jesuiten verstanden werden, die 1557 für eine päpstliche Indizierung (durch Paul IV.) der Schrift Il Principe sorgten.
Der Begriff Antimachiavellismus geht zurück auf Friedrich den Großen. Dieser verfasste Anti-Machiavel, oder Versuch einer Kritik über Nic. Machiavels Regierungskunst eines Fürsten [sic], die 1740 von Voltaire herausgegeben wurde. Dort setzt sich der Freimaurer kritisch mit Machiavellis Theorie der Macht auseinander. Als Ziel formuliert der Kronprinz „Ich übernehme die Verteidigung der Menschlichkeit wider diesen Unmenschen [Machiavelli], der dieselbe vernichten will; ich setze die Vernunft und die Gerechtigkeit dem Betrug und dem Laster entgegen, und ich habe es gewagt, meine Betrachtungen über Machiavels Buch von Kapitel zu Kapitel anzustellen, damit das Gegengift unmittelbar auf die Vergiftung folge.“
In seinen politischen Testamenten und schon im Anti-Machiavell gab Friedrich II. zu, dass dieser wohl in einigen Teilen recht habe, revidierte Machiavellis Thesen allerdings zu jeder Zeit und stellte ihnen ein moralisches Gegenstück entgegen.
Der Antimachiavellist geht von einem prinzipiell anderen Welt- und Menschenbild aus. Während Machiavelli von einem grundsätzlich schlechten, machtgierigen, unvollkommenen Menschen ausgeht, vertritt ein Antimachiavellist eine optimistisch-humanistische Sichtweise.
Dirk Hoeges geht davon aus, dass die Kritik Machiavelli verfehlt. „Das gilt für die Rezeption durch die Jahrhunderte, durch Aufklärer wie Voltaire und Friedrich den Großen, der vor lauter Moral und Rechthaberei den literarischen Verstand verlor; das gilt für den Faschismus in der Person Mussolinis und für manchen selbstgerechten Demokraten. Eifern, Geifern, borniertes Moralisieren, billige Empörung, Textgestocher, Usurpation und Blütenlese auf allen Seiten; dabei ist vom Schriftsteller, Dichter und Virtuosen in Sprache und Stil nirgends die Rede. Von Machiavellis Leiden an seiner Zeit ganz zu schweigen. Die Geschichte seines Werks ist die Geschichte seiner Ausbeutung. Allen voran die Kommis der jeweiligen herrschenden Moral.“

## Anti-Machiavel
Anti-Machiavel heißt ein Werk, das sich aus dem Briefwechsel zwischen Friedrich II. von Preußen und Voltaire 1736–1740 heraus entwickelt hatte. Der damalige Kronprinz hatte im Alter von 24 Jahren mit dem Philosophen und Schriftsteller durch einen Brief vom 8. August 1736 Kontakt aufgenommen. Mit einem seiner Antwortschreiben hatte ihm Voltaire sodann einige Kapitel aus seinem Siècle de Louis XIV zur Vorablektüre zugesandt. Der Kronprinz lobte darauf den Entwurf insgesamt, aber kritisierte, dass darin Voltaire Machiavelli unter die großen Männer seiner Zeit rangiert habe.
Der Kronprinz bezog sich dabei auf den schlechten Ruf, den Machiavelli bereits erworben hatte, und den breit entwickelten Antimachiavellismus, der sich von dem in der aktuellen Politik praktizierten Machiavellismus abzuheben suchte. Als der Kronprinz im Brief vom 22. März 1739 den vagen Plan äußerte, ein Werk gegen Machiavellis Fürsten zu verfassen, bestärkte ihn Voltaire in diesem Vorhaben, weil er sich eine positive Wirkung auf die aktuelle Politik durch ein derartiges Werk eines künftigen Monarchen versprach.
Der Kronprinz sandte erste Kapitel, die er entworfen hatte, Voltaire zu, von welchem er in erster Linie sprachliche Korrekturhilfe erwartete, da das Werk in französischer Sprache verfasst war. Der Kronprinz studierte Machiavelli in einer schlechten französischen Übersetzung. Voltaire indessen schlug sodann vor, nicht jedem Kapitel ein Resümee der Ausführungen Machiavellis voranzustellen, sondern die komplette Übersetzung des Fürsten durch Amelot de la Houssaye dem Buch beizufügen. Nachdem das Werk in einer druckfertigen Form vorlag, war zunächst unklar, ob der Kronprinz es in der vorliegenden Form durch Voltaire herausgeben und veröffentlichen lassen wollte. Doch plötzlich stellt sich heraus, dass Friedrich Wilhelm I., der Vater Friedrichs II., schwer erkrankt und letzterer rasch die Regierung antreten müsse. Der Kronprinz hatte in dieser politischen Situation nicht mehr den Kopf frei für Buchveröffentlichungen; außerdem befürchtete er immer mehr, dass kritische Passagen seines Textes über andere Herrscher oder die Kirche diplomatische Komplikationen heraufbeschwören könnten. So bat er Voltaire, sein Werk in Holland anonym drucken zu lassen, und ließ ihm bei den übrigen herausgeberischen Aufgaben mehr oder weniger freie Hand. Voltaire kam diesem Wunsch nach, doch kam es zu einem Bruch mit dem Verleger Jean van Duren in Den Haag. Dieser zeigte sich nicht geneigt, nachträgliche Änderungen, die sich insbesondere aufgrund politischer Bedenken des preußischen Königs ergaben, in der Druckfassung abzuändern. Im Juni 1740 bat der König Voltaire, die gesamte Auflage aufzukaufen. Anfang August bat er ihn, das Manuskript gründlich zu korrigieren. Voltaire sah sich schließlich gezwungen, das dem Verleger ausgehändigte Manuskript nachträglich zu verschlechtern. Da er diese Erstveröffentlichung unter dem Titel Examen du Prince de Machiavel, avec des notes wegen des hartnäckigen Widerstands des Verlegers trotzdem nicht verhindern konnte, distanzierte er sich davon öffentlich und strengte eine Neuauflage an mit einer bereinigten und überarbeiteten Fassung, bei Pierre Paupie, dieses Mal unter dem Titel: Anti-Machiavel ou Essai de critique sur le Prince de Machiavel. Publié par Mr. De Voltaire. Sie wurde sogleich von Voltaire als die einzige authentische Fassung des Werkes angekündigt. Voltaire schickte dem König beide Ausgaben; die bereinigte Ausgabe missfiel jedoch dem König, der darin zu viel Fremdes fand. Er plante nun eine eigene Ausgabe in Berlin und distanzierte sich öffentlich von beiden publizierten Ausgaben. Voltaire brachte daraufhin eine weitere Auflage heraus, allerdings nur mit geringfügigen Korrekturen.
Nachdem Friedrich II. in die große Politik als König von Preußen eingetreten war, bereute er die Veröffentlichung des Werks, welches seiner Person oder seiner eigenen politischen Rolle zugeordnet werden konnte. Es war dies allerorten ein offenes Geheimnis; dennoch befand Voltaire später, dass man überall in Europa den Anti-Machiavel kaufen konnte, nur nicht in Preußen. Dort konnte man, zumindest offiziell, nur den Fürsten Machiavellis bekommen.

## Literatur

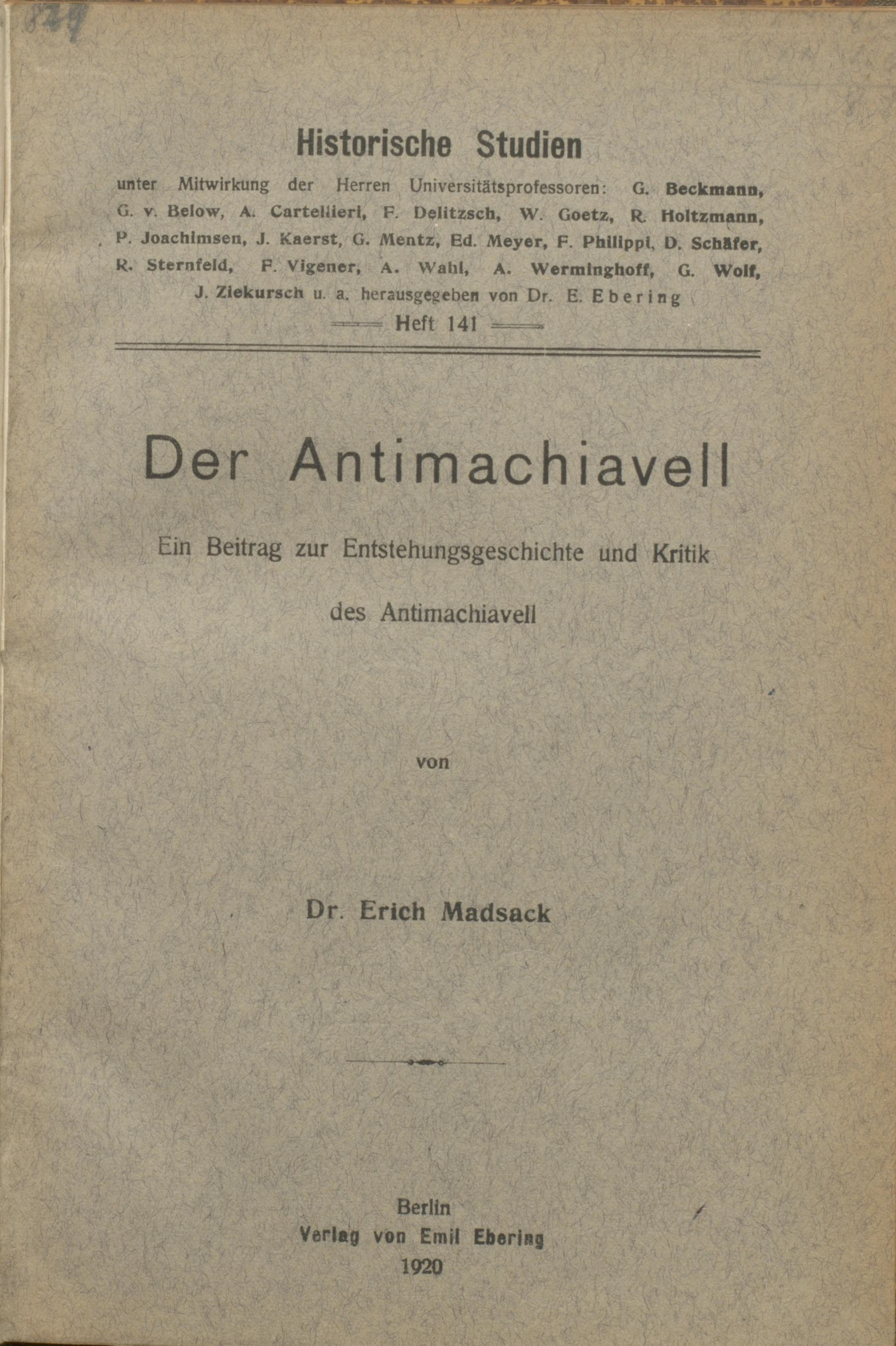
Erich Madsack: Der Antimachiavell, Dissertation 1920